# ایلانجوق
ایلانجوق روستایی است که در استان اردبیل، شهرستان نیر، بخش کوراییم، دهستان یورتچی غربی قرار دارد.

## جمعیت
بر اساس سرشماری سال ۱۳۸۵ جمعیت این روستا ۴۰۰ نفر با ۹۳ خانوار بوده‌است.